# Piimuna gibbosa
Piimuna gibbosa är en skalbaggsart som beskrevs av Martins och Maria Helena M. Galileo 1998. Piimuna gibbosa ingår i släktet Piimuna och familjen långhorningar. Inga underarter finns listade i Catalogue of Life.